# Jorge Frederico
Jorge Frederico (Araguaína, 25 de novembro de 1981) é um contador, cartorário e político do estado do Tocantins, filiado ao partido Republicanos, deputado estadual desde 1 de fevereiro de 2015.

## Biografia
Jorge Frederico nasceu em Araguaína no dia 25 de novembro de 1971, filho de Maria de Fátima do Espírito Santo Ferreira Frederico e Jardenir Jorge Frederico. Formado em Ciências Contábeis, já trabalhou como cartorário, empresário e radialista esportivo.
Iniciou carreira política como candidato a vereador de Araguaína em 2004 pelo PP, tendo sido eleito suplente naquele pleito. Em 2008, candidatou-se novamente ao mesmo cargo pelo PMDB e saiu vitorioso, exercendo mandato de 2009 a 2012.
Em 2010, candidatou-se a deputado estadual pelo PMDB, mas acabou logrando apenas a suplência do cargo. Em 2014, pleiteou novamente a mesma função, dessa vez pelo partido Solidariedade, e foi eleito, iniciando o mandato no dia 1 de fevereiro de 2015. Foi reeleito em 2018 (MDB) e 2022.
Nas eleições de 2022 declarou patrimônio de R$ 2,7 milhões.